# Un mondo raro
Un mondo raro è un album in studio dei cantautori italiani Dimartino e Fabrizio Cammarata, pubblicato il 20 gennaio 2017.

## Tracce
1. Non tornerò
2. Macorina
3. Un mondo raro
4. Le cose semplici
5. Non son di qui, non son di là
6. Croce di addio
7. Verde luna
8. Le ombre
9. Andiamo via
10. Pensami